# Sertolovo
Sertolovo (rusky Сертолово) je město v Leningradské oblasti v Ruské federaci. Při sčítání lidu v roce 2010 mělo přes sedmačtyřicet tisíc obyvatel.

## Poloha a doprava
Sertolovo leží na Karelské šíji přibližně dvacet kilometrů severně od Petrohradu, správního střediska oblasti, na říčce Čornaja, přítoku Sestry.
Nejbližší stanice je vzdálena pět kilometrů jižně a je na trati z Petrohradu do Vyborgu.

## Dějiny
Na místě dnešního Sertolova byla přinejmenším od 16. století vesnice Sirotala (Сиротала, finsky Sierattala) pojmenovaná po blízké říčce.
V letech 1936 až 1937 došlo k deportaci původního ingrijského obyvatelstva z oblasti v blízkosti finsko-sovětské hranice a místo vesnice zde vznikla vojenská základna Rudé armády s přidruženými sídly Sertolovo-1 a Sertolovo-2. Byly odsud například vyslány jednotky do Zimní války. Během druhé světové války nebylo Sertolovo okupováno, pouze obleženo v rámci obléhání Leningradu.
Civilní život byl obnoven v šedesátých letech a v roce 1977 získalo sídlo status sídla městského typu. Od října 1998 je sjednocené Sertolovo městem a v moderní době je faktickým satelitem Petrohradu.

### Rodáci
- Sergej Vitaljevič Černěckij (* 1990), cyklista